# Perthes (Haute-Marne)
Perthes település Franciaországban, Haute-Marne megyében. Lakosainak száma 517 fő (2022. január 1.). Perthes Hauteville, Heiltz-le-Hutier, Larzicourt, Orconte, Saint-Eulien, Saint-Vrain, Sapignicourt, Vouillers és Hallignicourt községekkel határos.

## Népesség
A település népességének változása:
| Lakosok száma | 735  | 630  | 587  | 555  | 552  | 554  | 526  | 515  | 507  | 517  |
|               | 1968 | 1982 | 1990 | 2006 | 2013 | 2015 | 2017 | 2019 | 2020 | 2022 |